# Spathocera dalmanii
Spathocera dalmanii är en insektsart som först beskrevs av Friedrich von Schilling 1829.  Spathocera dalmanii ingår i släktet Spathocera, och familjen bredkantskinnbaggar. Arten är reproducerande i Sverige.